# 480 kilomètres de Mexico 1989
Navigation
Édition précédente Édition suivante
Les 480 kilomètres de Mexico 1989 (officiellement appelé le Trofeo Hermanos Rodriguez), disputées le 29 octobre 1989 sur le circuit des frères Rodriguez ont été la huitième et dernière manche du Championnat du monde des voitures de sport 1989.

## La course

### Classement de la course
Voici le classement officiel au terme de la course,.
- Les premiers de chaque catégorie du championnat du monde sont signalés par un fond jaune.
- Pour la colonne Pneus, il faut passer le curseur au-dessus du modèle pour connaître le manufacturier de pneumatiques.
- Les voitures ne réussissant pas à parcourir 75% de la distance du gagnant sont non classées (NC).

| Pos  | Classe | no  | Écurie                           | Pilotes                                    | Châssis                            | Pneus | Tours | Temps                       |
| Pos  | Classe | no  | Écurie                           | Pilotes                                    | Moteur                             | Pneus | Tours | Temps                       |
| ---- | ------ | --- | -------------------------------- | ------------------------------------------ | ---------------------------------- | ----- | ----- | --------------------------- |
| 1    | C1     | 62  | Team Sauber Mercedes             | Jean-Louis Schlesser Jochen Mass           | Sauber C9                          | M     | 109   | 2 h 51 min 17 s 986         |
| 1    | C1     | 62  | Team Sauber Mercedes             | Jean-Louis Schlesser Jochen Mass           | Mercedes-Benz M119 5.0L V8 Turbo   | M     | 109   | 2 h 51 min 17 s 986         |
| 2    | C1     | 5   | Repsol Brun Motorsport           | Harald Huysman Oscar Larrauri              | Porsche 962C                       | Y     | 109   | + 36 s 443                  |
| 2    | C1     | 5   | Repsol Brun Motorsport           | Harald Huysman Oscar Larrauri              | Porsche Type-935 3.0L Flat-6 Turbo | Y     | 109   | + 36 s 443                  |
| 3    | C1     | 8   | Joest Racing                     | Henri Pescarolo Frank Jelinski             | Porsche 962C                       | G     | 109   | +1 min 6 s 109              |
| 3    | C1     | 8   | Joest Racing                     | Henri Pescarolo Frank Jelinski             | Porsche Type-935 3.0L Flat-6 Turbo | G     | 109   | +1 min 6 s 109              |
| 4    | C1     | 14  | Richard Lloyd Racing             | Tiff Needell Derek Bell                    | Porsche 962C GTi                   | G     | 108   | + 1 tour                    |
| 4    | C1     | 14  | Richard Lloyd Racing             | Tiff Needell Derek Bell                    | Porsche Type-935 3.0L Flat-6 Turbo | G     | 108   | + 1 tour                    |
| 5    | C1     | 2   | Silk Cut Jaguar                  | Alain Ferté Andy Wallace                   | Jaguar XJR-9                       | D     | 108   | + 1 tour                    |
| 5    | C1     | 2   | Silk Cut Jaguar                  | Alain Ferté Andy Wallace                   | Jaguar 7.0L V12 Atmo               | D     | 108   | + 1 tour                    |
| 6    | C1     | 1   | Silk Cut Jaguar                  | Jan Lammers Patrick Tambay                 | Jaguar XJR-9                       | D     | 108   | + 1 tour                    |
| 6    | C1     | 1   | Silk Cut Jaguar                  | Jan Lammers Patrick Tambay                 | Jaguar 7.0L V12 Atmo               | D     | 108   | + 1 tour                    |
| 7    | C1     | 6   | Repsol Brun Motorsport           | Walter Brun Jesús Pareja                   | Porsche 962C                       | Y     | 107   | + 2 tours                   |
| 7    | C1     | 6   | Repsol Brun Motorsport           | Walter Brun Jesús Pareja                   | Porsche Type-935 3.0L Flat-6 Turbo | Y     | 107   | + 2 tours                   |
| 8    | C1     | 18  | Aston Martin Ecurie Ecosse       | David Leslie Brian Redman                  | Aston Martin AMR1                  | G     | 107   | + 2 tours                   |
| 8    | C1     | 18  | Aston Martin Ecurie Ecosse       | David Leslie Brian Redman                  | Aston Martin RDP87 6.3L V8 Atmo    | G     | 107   | + 2 tours                   |
| 9    | C1     | 10  | Porsche Kremer Racing            | Manuel Reuter Franz Konrad                 | Porsche 962CK6                     | Y     | 106   | + 3 tours                   |
| 9    | C1     | 10  | Porsche Kremer Racing            | Manuel Reuter Franz Konrad                 | Porsche Type-935 3.0L Flat-6 Turbo | Y     | 106   | + 3 tours                   |
| 10   | C1     | 22  | Spice Engineering                | Eliseo Salazar Thorkild Thyrring           | Spice SE89C                        | G     | 106   | + 3 tours                   |
| 10   | C1     | 22  | Spice Engineering                | Eliseo Salazar Thorkild Thyrring           | Ford Cosworth DFZ 3.5L V8 Atmo     | G     | 106   | + 3 tours                   |
| 11   | C1     | 20  | Team Davey                       | Tim Lee-Davey Alfonso Toledano             | Porsche 962C                       | D     | 106   | + 3 tours                   |
| 11   | C1     | 20  | Team Davey                       | Tim Lee-Davey Alfonso Toledano             | Porsche Type-935 3.0L Flat-6 Turbo | D     | 106   | + 3 tours                   |
| 12   | C1     | 23  | Nissan Motorsports International | Mark Blundell Julian Bailey                | Nissan R89C                        | D     | 106   | + 3 tours                   |
| 12   | C1     | 23  | Nissan Motorsports International | Mark Blundell Julian Bailey                | Nissan VRH35Z 3.5L V8 Turbo        | D     | 106   | + 3 tours                   |
| 13   | GTP    | 201 | Mazdaspeed                       | Pierre Dieudonné David Kennedy             | Mazda 767B                         | D     | 105   | + 4 tours                   |
| 13   | GTP    | 201 | Mazdaspeed                       | Pierre Dieudonné David Kennedy             | Mazda 13J 2.6L 4-Rotor             | D     | 105   | + 4 tours                   |
| 14   | C1     | 101 | Chamberlain Engineering          | Fermín Velez Nick Adams                    | Spice SE89C                        | G     | 105   | + 4 tours                   |
| 14   | C1     | 101 | Chamberlain Engineering          | Fermín Velez Nick Adams                    | Ford Cosworth DFZ 3.5L V8 Atmo     | G     | 105   | + 4 tours                   |
| 15   | C1     | 34  | Porsche Alméras Montpellier      | Jacques Alméras Jean-Marie Alméras         | Porsche 962C                       | G     | 103   | + 6 tours                   |
| 15   | C1     | 34  | Porsche Alméras Montpellier      | Jacques Alméras Jean-Marie Alméras         | Porsche Type-935 3.0L Flat-6 Turbo | G     | 103   | + 6 tours                   |
| 16   | C2     | 171 | Team Mako                        | Andrés Conteras Giovanni Aloi (en)         | Spice SE88C                        | G     | 103   | + 6 tours                   |
| 16   | C2     | 171 | Team Mako                        | Andrés Conteras Giovanni Aloi (en)         | Ford Cosworth DFL 3.5L V8 Atmo     | G     | 103   | + 6 tours                   |
| 17   | C2     | 151 | Pierre-Alain Lombardi Team Essex | Carlos Guerrero (en) Aurelio López         | Spice SE88P                        | G     | 103   | + 6 tours                   |
| 17   | C2     | 151 | Pierre-Alain Lombardi Team Essex | Carlos Guerrero (en) Aurelio López         | Buick 3.0L V6 Atmo                 | G     | 103   | + 6 tours                   |
| 18   | C2     | 106 | Porto Kaleo Team                 | Ranieri Randaccio Pasquale Barberio        | Tiga GC288/9                       | G     | 103   | + 6 tours                   |
| 18   | C2     | 106 | Porto Kaleo Team                 | Ranieri Randaccio Pasquale Barberio        | Ford Cosworth DFL 3.5L V8 Atmo     | G     | 103   | + 6 tours                   |
| 19   | C2     | 111 | PC Automotive ADA Engineering    | Richard Piper Olindo Iacobelli             | Spice SE88C                        | G     | 102   | + 7 tours                   |
| 19   | C2     | 111 | PC Automotive ADA Engineering    | Richard Piper Olindo Iacobelli             | Ford Cosworth DFL 3.5L V8 Atmo     | G     | 102   | + 7 tours                   |
| 20   | C2     | 103 | France Prototeam                 | Jean Messaoudi Bernard Thuner              | Spice SE88C                        | G     | 102   | + 7 tours                   |
| 20   | C2     | 103 | France Prototeam                 | Jean Messaoudi Bernard Thuner              | Ford Cosworth DFL 3.5L V8 Atmo     | G     | 102   | + 7 tours                   |
| 21   | C2     | 108 | Roy Baker Racing GP Motorsport   | Philippe de Henning Chris Hodgetts         | Spice SE87C                        | G     | 100   | + 9 tours                   |
| 21   | C2     | 108 | Roy Baker Racing GP Motorsport   | Philippe de Henning Chris Hodgetts         | Ford Cosworth DFL 3.5L V8 Atmo     | G     | 100   | + 9 tours                   |
| 22   | C2     | 107 | Tiga Racing Team                 | Jari Nurminen (en) Oscar Hidalgo           | Tiga GC289                         | G     | 100   | + 9 tours                   |
| 22   | C2     | 107 | Tiga Racing Team                 | Jari Nurminen (en) Oscar Hidalgo           | Ford Cosworth DFL 3.5L V8 Atmo     | G     | 100   | + 9 tours                   |
| 23   | C2     | 102 | Chamberlain Engineering          | Tomás López Quirin Bovy                    | Spice SE86C                        | G     | 96    | + 13 tours                  |
| 23   | C2     | 102 | Chamberlain Engineering          | Tomás López Quirin Bovy                    | Hart 418T 1.8L I4 Turbo            | G     | 96    | + 13 tours                  |
| Abd. | C1     | 37  | Toyota Team Tom's                | Johnny Dumfries John Watson                | Toyota 89C-V                       | B     | 66    | Arbre de transmission       |
| Abd. | C1     | 37  | Toyota Team Tom's                | Johnny Dumfries John Watson                | Toyota R32V 3.2L V8 Turbo          | B     | 66    | Arbre de transmission       |
| Abd. | C1     | 13  | Courage Compétition              | Pascal Fabre Oscar Manautou                | Cougar C22S                        | G     | 64    | Accident                    |
| Abd. | C1     | 13  | Courage Compétition              | Pascal Fabre Oscar Manautou                | Porsche Type-935 3.0L Flat-6 Turbo | G     | 64    | Accident                    |
| Abd. | C2     | 178 | Didier Bonnet                    | Patrick Oudet Gérard Cuynet                | Tiga GC289                         | G     | 61    | Arbre de transmission       |
| Abd. | C2     | 178 | Didier Bonnet                    | Patrick Oudet Gérard Cuynet                | Ford Cosworth DFL 3.5L V8 Atmo     | G     | 61    | Arbre de transmission       |
| Abd. | C1     | 61  | Team Sauber Mercedes             | Kenny Acheson Mauro Baldi                  | Sauber C9                          | M     | 46    | Accident                    |
| Abd. | C1     | 61  | Team Sauber Mercedes             | Kenny Acheson Mauro Baldi                  | Mercedes-Benz M119 5.0L V8 Turbo   | M     | 46    | Accident                    |
| Abd. | C1     | 21  | Spice Engineering                | Bernard Jourdain (en) Ray Bellm            | Spice SE89C                        | G     | 39    | Accident                    |
| Abd. | C1     | 21  | Spice Engineering                | Bernard Jourdain (en) Ray Bellm            | Ford Cosworth DFZ 3.5L V8 Atmo     | G     | 39    | Accident                    |
| Abd. | C1     | 29  | Mussato Action Car               | Bruno Giacomelli Enrique Contreras         | Lancia LC2                         | D     | 9     | Accident                    |
| Abd. | C1     | 29  | Mussato Action Car               | Bruno Giacomelli Enrique Contreras         | Ferrari 308C 3.0L V8 Turbo         | D     | 9     | Accident                    |
| Abd. | C1     | 72  | Obermaier Primagaz               | Jürgen Lässig Pierre Yver                  | Porsche 962C                       | G     | 5     | Embrayage                   |
| Abd. | C1     | 72  | Obermaier Primagaz               | Jürgen Lässig Pierre Yver                  | Porsche Type-935 3.0L Flat-6 Turbo | G     | 5     | Embrayage                   |
| Abd. | C1     | 7   | Joest Racing                     | Frank Jelinski Bob Wollek                  | Porsche 962C                       | G     | 3     | Départ poussé sur la grille |
| Abd. | C1     | 7   | Joest Racing                     | Frank Jelinski Bob Wollek                  | Porsche Type-935 3.0L Flat-6 Turbo | G     | 3     | Départ poussé sur la grille |
| Np.  | C1     | 16  | Repsol Brun Motorsport           | Massimo Sigala Roland Ratzenberger         | Porsche 962C                       | Y     | -     | Accident durant les essais  |
| Np.  | C1     | 16  | Repsol Brun Motorsport           | Massimo Sigala Roland Ratzenberger         | Porsche Type-935 3.0L Flat-6 Turbo | Y     | -     | Accident durant les essais  |
| Np.  | C1     | 17  | Dauer Racing (en)                | Jochen Dauer (de) Juan Carlos Bolaños (en) | Porsche 962C                       | G     | -     | Accident durant les essais  |
| Np.  | C1     | 17  | Dauer Racing (en)                | Jochen Dauer (de) Juan Carlos Bolaños (en) | Porsche Type-935 3.0L Flat-6 Turbo | G     | -     | Accident durant les essais  |
| Np.  | C1     | 40  | Swiss Team Salamin               | Antoine Salamin Giovanni Lavaggi           | Porsche 962C                       | G     | -     | Accident durant les essais  |
| Np.  | C1     | 40  | Swiss Team Salamin               | Antoine Salamin Giovanni Lavaggi           | Porsche Type-935 3.0L Flat-6 Turbo | G     | -     | Accident durant les essais  |
| Np.  | C2     | 177 | Automobiles Louis Descartes      | Marc Fontan Alain Serpaggi                 | ALD C289                           | G     | -     | Accident durant les essais  |
| Np.  | C2     | 177 | Automobiles Louis Descartes      | Marc Fontan Alain Serpaggi                 | Ford Cosworth DFL 3.5L V8 Atmo     | G     | -     | Accident durant les essais  |

## Pole position et record du tour
- Pole position :  Mauro Baldi (#61 Team Sauber Mercedes) en 1 min 22 s 571
- Meilleur tour en course :  Jean-Louis Schlesser (#62 Team Sauber Mercedes) en 1 min 25 s 120

## À noter
- Longueur du circuit : 4,421 km
- Distance parcourue par les vainqueurs : 481,889 km